# Mohamed Abed Al-Jabri
Pour l’article homonyme, voir Abed.
Mohamed Abed Al-Jabri (arabe : محمد عابد الجابري), né le 27 décembre 1935 à Figuig et mort le 3 mai 2010 à Casablanca, est un philosophe marocain et un spécialiste de la pensée du monde arabe et musulman, depuis ses origines et jusqu'à nos jours.
On lui doit le projet de la Critique de la raison arabe (Naqd al-aql al-arabi) en quatre volumes : 
- La formation de la raison arabe (Takwin al-aql al-arabi, 1984)
- La structure de la raison arabe (Bounyat al-aql al-arabi, 1986),
- La raison politique arabe (Al-aql al-siyassi al-arabi, 1990),
- La raison éthique arabe (Al-aql al-akhlaqi al-arabi, 2001).

La notion de la "critique de la raison" était en vogue au début des années 1980 du XXe siècle, en empruntant l'esprit critique au fondateur des Lumières modernes Emmanuel Kant, auteur de Critique de la raison pure, et Critique de la raison pratique. Il est à remarquer que la même année, 1984, où Al Jabri a édité le premier volume de Critique de la raison arabe, Mohammed Arkoun publie Critique de la raison islamique. La nécessité de la critique, à la fois comme méthodologie et comme esprit, a véhiculé le projet d'Al Jabri dans son entier.
Mohammed Abed al Jabri fut un militant actif depuis le début des années 50 et l’un des dirigeants de l'Union socialiste des forces populaires (USFP) dont il a été membre du bureau exécutif, avant de délaisser l'action politique pour se consacrer entièrement à la pensée et aux recherches académiques.
En 1958, Al Jabri a étudié la philosophie à l'Université de Damas, Syrie. Plus tard, il a continué à l'Université Mohammed V de Rabat. En 1960 Al Jabri a étudié à Fouchena.

## Pensée
Al Jabri a commencé sa carrière en tant que professeur de philosophie à l'Université Mohammed V de Rabat. Il enseigna l'épistémologie et la philosophie générale. Son doctorat sur Ibn Khaldoun lui a inspiré la nécessité de procéder à une refondation de la pensée arabe, classique et moderne. Sur la pensée classique, il entame son vaste programme de la Critique de la raison arabe, et sur la pensée moderne, il publie Le discours arabe contemporain (Al-khitab al-arabi al-mouacir), en réponse à l'égyptien Zaki Naguib Mahmoud, La rénovation de la pensée arabe (Tajdid al-fikr al-arabi). Le souci d'Al Jabri n'était pas de "rénover" la pensée, mais de la "critiquer", au sens épistémologique du terme. La critique (ar. naqd) ne signifie pas ici "doute", mais "mise en crise" comme le stipule l'étymologie, dans le but d'évaluer la pensée, et de la mettre au défi de son histoire et de son actualité. Dans La formation de la raison arabe (1984), al-Jabri suit l'épistémologie génétique de Jean Piaget pour examiner comment l'esprit intellectuel (théologie, jurisprudence, philosophie, littérature) s'est formé au cours de son histoire, en prêtant attention aux influences et aux enjeux. Dans "La structure de la raison arabe" (1986), l'auteur procède par méthode structuraliste, certes en évanescence en Occident, mais qui avait un regain d'intérêt dans le milieu intellectuel arabe. Al Jabri se proclame plutôt de Michel Foucault, en mettant en œuvre à la fois sa méthode "archéologique" et "généalogique". La raison politique arabe (1990) tente d'examiner le processus de formation de la pensée politique depuis les premières fondations à Médine par le prophète Mahomet et jusqu'à nos jours en passant par les dynasties successives: omeyyade, abasside, fatimide, etc.
Cette rétrospective a un but contemporain: comprendre le fonctionnement de la pensée politique et ses usages au niveau des États arabes modernes post-coloniaux. Et la pensée politique entretient une relation étroite avec la pensée éthique. Le projet d'Al Jabri culmine sur La raison éthique arabe (2001), en faisant un long détour par les manuels classiques de la morale religieuse au niveau théologique et mystique, ou ce qu'on appelé à l'époque la médecine de l'âme. La pensée d'Al Jabri suit un processus comparable à celui des philosophes antiques ou modernes, basé essentiellement sur trois axes : 1) l'ontologie ou la théorie de l'existence (Formation de la raison arabe) ; 2) l'épistémologie ou la théorie de la connaissance (Structure de la raison arabe) ; 3) l'axiologie ou la théorie des valeurs (Raison politique arabe et Raison éthique arabe). C'est un projet cohérent qui tente de faire le point sur plus de 1400 ans d'histoire intellectuelle et politique.

## Réception critique de sa pensée
Le philosophe marocain Taha Abderrahman a entamé la critique de la pensée d'al-Jabri dès 1987 dans son ouvrage Sur les fondements du dialogue et le renouveau de la théologie musulmane, puis il en a repris la critique plus systématiquement dans son ouvrage Du renouveau de la méthode dans l'évaluation du patrimoine en (1994). L'intellectuel syrien Georges Tarabichi a lui aussi procédé à la critique de l'œuvre maîtresse d'Al-Jabri (Critique de la Raison arabe) par une étude minutieuse et radicale qu'il intitula Critique de la Critique de la raison arabe. Il y fit montre d'une opposition sans concession au modèle épistémologique défendu par al-Jabri voulant que la philosophie arabe orientale soit fondée sur l'irrationalisme, représenté par le Néoplatonisme des Al-Fârâbî, Ikhwan al-Safa, Avicenne, ou encore Al-Ghazâlî, et que la philosophie andalou-maghrébine soit fondée sur le rationalisme, représenté par l'Aristotélisme des Avempace, Ibn Tufayl, Averroès, ou encore Abû Is-hâq Ash Shâtibî. Ce travail de critique lui demanda vingt années d'études qu'il publia en cinq tomes :
- Tome 1 : La Théorie de la Raison arabe (Nadariyat al-'aql al-'arabi)

- Tome 2 : Problématiques de la Raison arabe (Ishkâliyât al-'aql al-'arabi), 1998
- Tome 3 : L'Unité de la Raison arabe (Wahdat al-'aql al-'arabi), 2002
- Tome 4 : Le Recul de la Raison dans l'Islam (Al-'aql al-mustaqîl fî al-islam), 2004
- Tome 5 : De l'Islam du Coran à l'Islam du hadîth (Min islam al-qurân ilâ islam al-hadîth) 2010[6].

## Prix et récompenses
- Prix de Baghdad pour la culture arabe, 1988.
- Prix maghrébin de la culture, Tunis, 1992[7].
- Prix des études intellectuelles dans le monde arabe, société MBI, Unesco, 2005.
- Prix des commandeurs, Fondation de la pensée arabe, Beyrouth, 2005.
- Médaille Avicenne, Unesco, Rabat, Maroc, 2006.
- Prix Ibn Rushd pour la liberté de pensée (en), Berlin, 2008.

### Études sur Al Jabri
- Ibrahim M. Abu-Rabi: Towards a Critical Arab Reason - the Contributions of Mohammed ‘Abed al-Jabri. En: Contemporary Arab Thought: Studies in Post-1967 Arab Intellectual History. London, Sterling, Virginia: Pluto Press, 2004.  (ISBN 0-7453-2169-0)  (ISBN 0-7453-2170-4) PP. 256–278.
- Ghassan Finianos, Islamistes, apologistes et libres penseurs, Presses universitaires de Bordeaux, 2006 (2e édition), pages 295-322.